# Tabanus faini
Tabanus faini är en tvåvingeart som beskrevs av H. Oldroyd 1954. Tabanus faini ingår i släktet Tabanus och familjen bromsar.
Artens utbredningsområde är Kongo. Inga underarter finns listade i Catalogue of Life.